# Auf der Mântuleasa-Straße
Auf der Mântuleasa-Straße (rumänisch: „Pe strada Mântuleasa …“) ist ein von Mircea Eliade verfasster Roman aus dem Jahr 1967.

## Handlung
Der Roman erzählt die Geschichte eines alten Mannes, der in der Mântuleasa-Straße wohnt und durch Zufall in die Fänge der rumänischen kommunistischen Geheimpolizei Securitate gerät, die ihn für einen feindlichen, faschistischen Agenten General Antonescus hält. Um dem Gefängnis zu entgehen, erfindet er eine Geschichte um ein adeliges Fräulein Cristina, die er immer weiter ausspinnt und mit erfundenen Details schmückt, die jedoch so spannend und detailreich angelegt ist, dass der Verhöroffizier nicht anders kann, als sie sich immer weiter anzuhören. Da sich dadurch das Verhör des Greises in die Länge zieht, wird am Ende der Offizier verdächtigt, für die Konterrevolution zu arbeiten, und wird von seinen Kollegen verhaftet, während der Alte freigelassen wird.

## Ausgaben
- Originalausgabe: Pe strada Mântuleasa … Madrid 1968.
- Deutsche Übersetzung: Auf der Mântuleasa-Strasse. Übersetzt von Edith Horowitz-Silbermann, Suhrkamp, Frankfurt am Main 1972. (Bibliothek Suhrkamp 328). 6. Auflage: 1993, ISBN 978-3-518-01328-1.